# فرد توني
فرد توني (بالإنجليزية: Fred Toney)‏ هو لاعب كرة قاعدة أمريكي، ولد في 11 ديسمبر 1888 في ناشفيل في الولايات المتحدة، وتوفي بنفس المكان في 11 مارس 1953.

## وصلات خارجية
- فرد توني على موقعبيزبول رفرنس.كوم (الدوري الرئيسي) (الإنجليزية)
- فرد توني على موقعبيزبول رفرنس.كوم (الدوري الثانوي) (الإنجليزية)
- فرد توني على موقع جمعية أبحاث البيسبول الأمريكية (الإنجليزية)
- فرد توني على موقع قاعة تينيسي للمشاهير الرياضية (الإنجليزية)